# Karl Ferdinand Klimsch

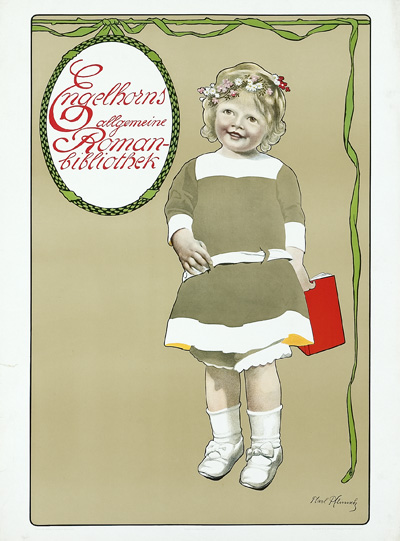
Karl Ferdinand Klimsch, 1900: Werbeplakat für Engelhorns allgemeine Romanbibliothek

Karl Ferdinand Klimsch (* 26. Mai 1841 in Frankfurt am Main; † 6. Dezember 1926 ebenda) war ein deutscher Lithograf, Landschaftsmaler und Unternehmer. Er entstammte der Frankfurter Künstler- und Unternehmerfamilie Klimsch und formte aus der Lithografenwerkstatt seines Vaters Ferdinand Karl Klimsch das in der Druckereibranche weltweit bekannte Unternehmen Klimsch & Co.

## Leben und Wirken
Karl Ferdinand Klimsch entstammt einer Frankfurter Künstler- und Unternehmerfamilie. Nach seiner Schulzeit ließ er sich in München vom Maler und Hochschullehrer der dortigen Kunstakademie, Karl Raupp, ausbilden. Ab 1864 lebte er wieder in Frankfurt und übernahm die Leitung des Familienunternehmens, nachdem sein älterer Bruder Eugen Johann Georg Klimsch einer künstlerischen Karriere den Vorzug gaben. Karl Ferdinand Klimsch baute die Firma, jetzt unter dem Namen Klimsch & Co, als überregional tätige graphische Verlagsanstalt und Druckerei aus. In seiner Wirkungszeit begann die Firma mit der Herstellung von Druckformen. Die Herstellung dieser Druckformen markierte den Beginn der Erfolgsgeschichte der Firma Klimsch & Co als Weltmarktführer für analoge Reproduktionstechnik im Druckereiwesen. Nachdem weitere Familienmitglieder in die aufstrebende Firma einbezogen wurden, zog sich Karl Ferdinand Klimsch 1895 von der Firmenleitung zurück und widmete sich der Malerei.

## Familie
Am 27. Mai 1865 heiratete Karl Ferdinand Klimsch in Frankfurt am Main Maria Dorothea Louise Burkard (* 9. August 1842; † 5. Februar 1922). Das Paar hatte fünf Kinder:
- Helene Eugenia (* 22. März 1866; † 5. März 1950)
- Hermann Anton (* 18. Juli 1867; † 1960)
- Frederike Dorothea (* 28. Mai 1869; † 14. März 1921)
- Eugen (* 8. September 1872; † 6. Mai 1945)
- Pauline (* 17. Dezember 1874; † 13. Januar 1964)

## Werke
- Die Ornamentik, Frankfurt am Main, Kunstverl. v. Klimsch & Co., 1868.